# Antiguo Cementerio Inglés
El Antiguo Cementerio Inglés (en italiano Antico Cimitero degli Inglesi) se encuentra en Livorno, en un pequeño lote ubicado cerca de la calle de Livorno, cerca del templo y de la Iglesia de San Jorge. Este es uno de los más antiguos cementerios no-católicos en Italia.

## Historia
En el siglo XVI, Livorno se convirtió en base británica para las rutas de patrulla naval del Mediterráneo, por lo que atrajo a una gran comunidad anglosajona que se estableció en la ciudad. Pronto los miembros de esta comunidad, formada principalmente por los anglicanos (y los no católicos en general), que necesitaban un lugar para el entierro de sus muertos: algunos historiadores creen que la fundación del cementerio fue antes de 1609, aunque las más antiguas lápidas continúan allí en torno a dar fe de los años cuarenta de ese siglo. Las investigaciones recientes indican, sin embargo, que hubo un cementerio antes de 1643, incluso fuera de la ciudad.
El cementerio fue construido fuera de las murallas de la ciudad, en un lugar llamado "Fondo Magno". Fue durante mucho tiempo el único cementerio protestante en Italia y, tal vez, de toda la zona mediterránea.
Inicialmente, el cementerio estaba desprovista de cerca, que en su lugar se añadió en los años cuarenta del siglo XVIII gracias a los años de contribución en forma de legado del mercader Robert Bateman. Alrededor de 1840, junto con la construcción de la adyacente Iglesia anglicana de San Jorge, se cerró con la apertura del Nuevo Cementerio Inglés al norte de la ciudad, cerca de Porta San Marco.
A pesar de su alto valor histórico, en el año 2007 se comenzó a trabajar para construir, a pocos metros de la pared del mismo cementerio, un estacionamiento de autos de varios pisos, anterioriormente era el Cine Odeon.
En 2009 un pequeño grupo de voluntarios inició un proyecto de limpieza, investigación y restauración que aún está en curso.